# Lacroix-Saint-Ouen
Lacroix-Saint-Ouen is een gemeente in het Franse departement Oise (regio Hauts-de-France). De plaats maakt deel uit van het arrondissement Compiègne. Lacroix-Saint-Ouen telde op 1 januari 2022 5.175 inwoners.

## Geografie
De oppervlakte van Lacroix-Saint-Ouen bedroeg op 1 januari 2022 20,83 vierkante kilometer; de bevolkingsdichtheid was toen 248,4 inwoners per km².

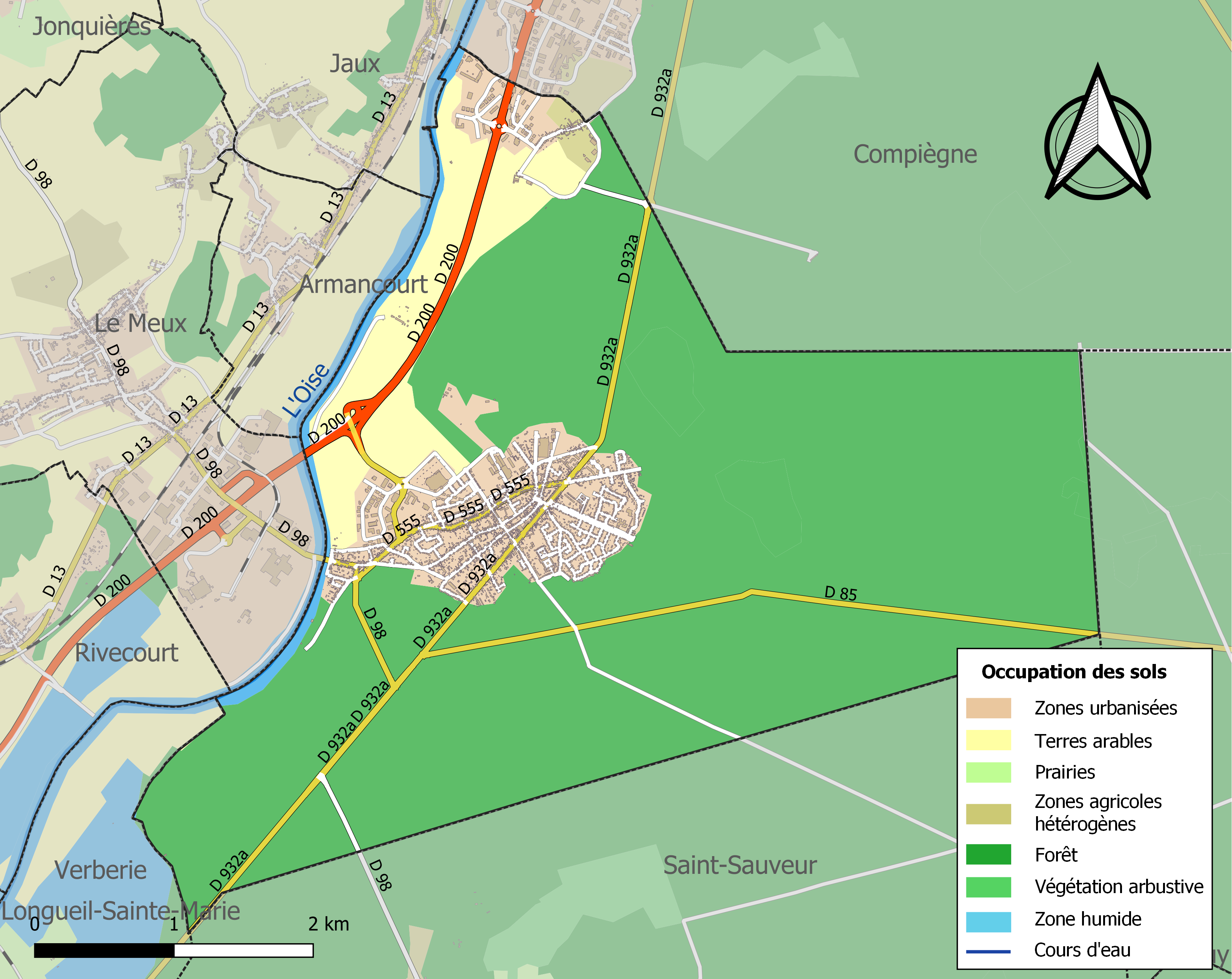
Kaart van de gemeente met belangrijkste infrastructuur, bodemgebruik en omliggende gemeenten

## Demografie
Onderstaande figuur toont het verloop van het inwonertal (bron: INSEE-tellingen).